# Họ Ngũ phúc hoa
Họ Ngũ phúc hoa (danh pháp khoa học: Adoxaceae) là một họ nhỏ trong thực vật có hoa thuộc bộ Tục đoạn (Dipsacales), theo APG II bao gồm 5 chi và khoảng 200 loài, phân bố chủ yếu tại khu vực ôn đới Bắc bán cầu và miền núi của vùng nhiệt đới, nhưng không có tại châu Phi. Nó được đặc trưng bằng các lá có khía răng cưa mọc đối, các hoa nhỏ 4 (ít khi 5) cánh mọc thành dạng hoa xim, quả là dạng quả hạch. Họ này có nhiều điểm tương tự như họ Sơn thù du (Cornaceae).
Trong các hệ thống phân loại cũ, toàn bộ họ này nằm trong họ Kim ngân (Caprifoliaceae). Adoxa moschatellina (Ngũ phúc hoa) là loài đầu tiên được đưa sang nhóm mới. Muộn hơn, các chi Sambucus (cơm cháy) và Viburnum (vót) đã được bổ sung thêm sau các phân tích hình thái học cẩn thận về các thử nghiệm sinh hóa do Angiosperm Phylogeny Group tiến hành.
Ngũ phúc hoa (Adoxa) là 2 loài cây nhỏ thân thảo sống lâu năm, ra hoa mỗi mùa xuân và lá chết đi vào mùa hè khi ngay sau khi quả chín; các lá kép.
Các loài cơm cháy (Sambucus) chủ yếu là cây bụi, nhưng hai loài là cây lớn, thân thảo; tất cả đều có lá kép. Giáng cua là các loài cây bụi, với lá đơn.

## Phân loại
- Adoxeae: 4 chi, 23-26 loài. 
  - Adoxa L. - 2 loài Ngũ phúc hoa
  - Sambucus L. (gồm cả Ebulus, Opulus, Tripetalus) - 22 loài cơm cháy
  - Sinadoxa C. Y. Wu et al. - 1 loài hoa phúc hoa
  - Tetradoxa C. Y. Wu - 1 loài tứ phúc hoa
- Viburneae: 1 chi, 175 loài.
  - Viburnum L. (gồm cả Tinus) - vót, giáng cua.

## Thư viện ảnh

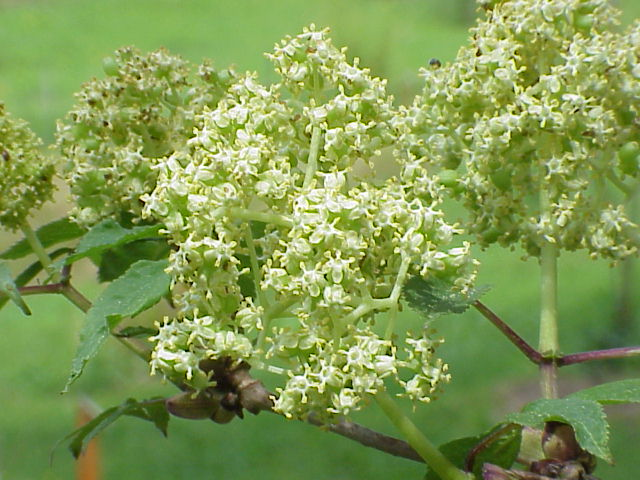
Hoa của cây cơm cháy đỏ Sambucus racemosa
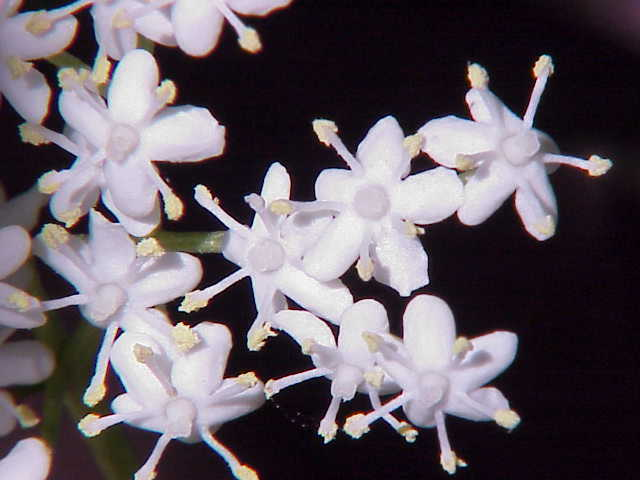
Hoa của cây cơm cháy Sambucus nigra